# Vâsi
Vâsi (Prasuni), malena etnička skupina Nuristanaca, srodni Bashgarima, koja živi u dolini Prasun (Parun) na gornjim pritokama rijeke Pech u Nuristanu, Afganistan. Očuvalo ih se oko 1000, po drugim podacima 3000 – 6000 u selima Shupu (Sup'u, Ishtivi, Shtevgrom; Sech (s'eć), Ucu (üć'ü), Ushut (üš'üt), uS'üt i Zumu (zum'u). Govore jezikom vâsi vari ili prasun (veruni, parun, wasi-veri, veron, verou) koji ima nekoliko dijalekata: gornji, donji i centralni wasi-weri. Žive od uzgoja cerealija i voća, te od stočarstva. Muslimani.